# SV Sierning
Der SV Sierning ist ein Fußballverein aus der oberösterreichischen Marktgemeinde Sierning und spielt aktuell in der 1. Klasse Ost. Der Verein konnte sich bislang 2009 und 2010 für die Hauptrunde des ÖFB-Cup qualifizieren. Er schied beide Male in der ersten Runde aus. Die 1. Kampfmannschaft spielt aktuell in der 1. Klasse Ost.